# Bor u Skutče
Bor u Skutče (německy Bor bei Skutsch) je obec v okrese Chrudim v Pardubickém kraji. Žije zde 134 obyvatel. Bor u Skutče je také název katastrálního území o výměře 4,35 km².

## Historie
První písemná zmínka o Boru pochází z roku 1559, kdy vesnice patřila k novohradskému panství.

## Pamětihodnosti
V bezprostřední blízkosti obce se nacházejí pískovcové skalní útvary Toulovcovy maštale, Zvon a Dudychova jeskyně.